# Gloria Victis (Skulptur)

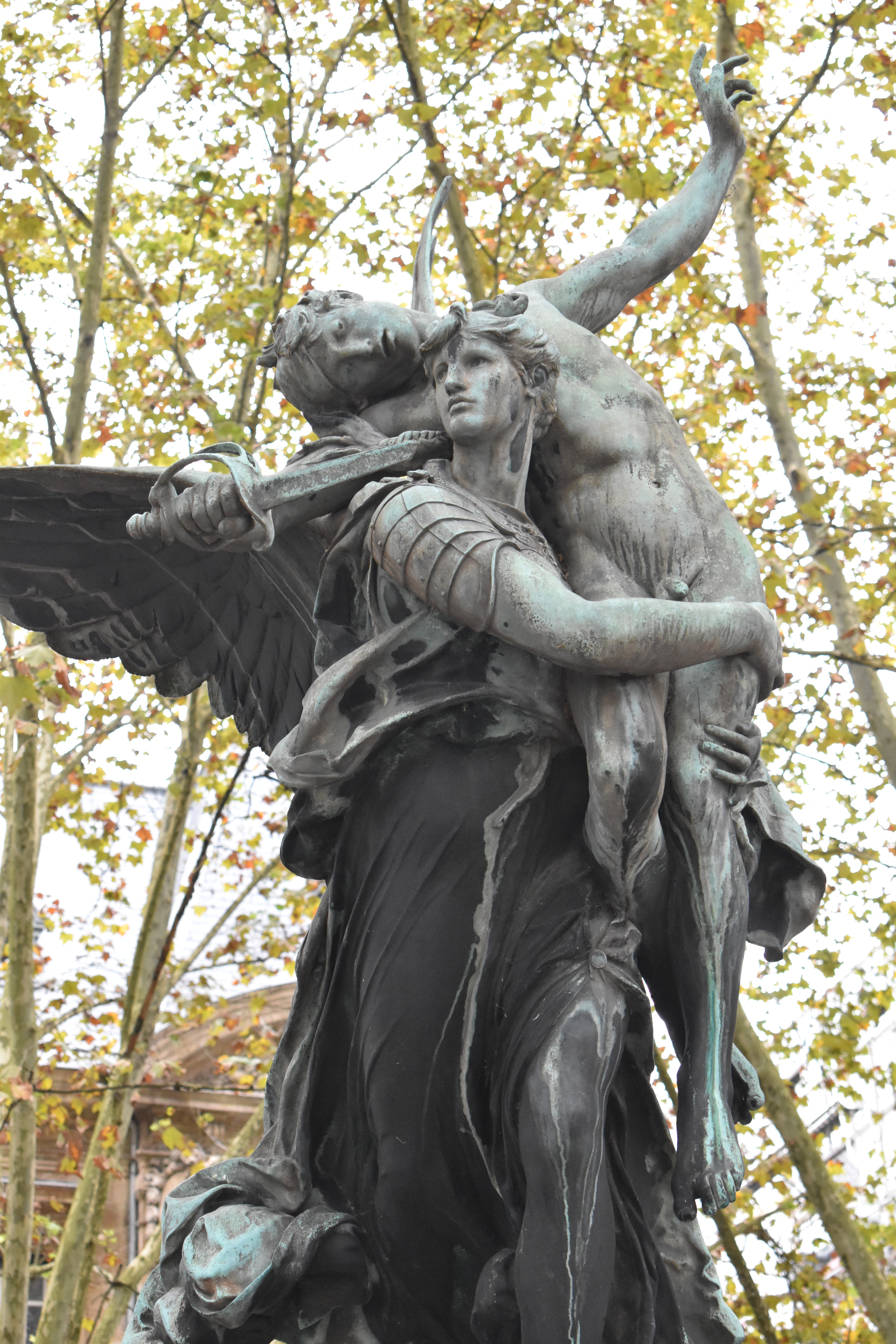
Gloria Victis von Antonin Mercié, Detail, Place Jean Moulin (Bordeaux)

Gloria Victis („Ruhm den Besiegten“) ist eine Skulptur des französischen Bildhauers Antonin Mercié aus dem Jahr 1872. Das Werk zeigt eine geflügelte und gerüstete Allegorie der Fama (Ruhm), die einen sterbenden jungen Krieger trägt – ein Symbol für den Ruhm der im Kampf Besiegten. Die Wahl des Titels Gloria Victis stellt eine Umkehrung des bekannten römischen Ausspruchs Vae Victis („Wehe den Besiegten“) dar und ist eine Reaktion auf die Niederlage Frankreichs gegen Preußen im Deutsch-Französischen Krieg von 1870/71.

## Beschreibung
Die Skulpturengruppe zeigt eine geflügelte weibliche Figur, die den nackten Leichnam eines gefallenen Soldaten trägt. In der rechten Hand hält er ein zerbrochenes Schwert, der linke Arm ist wie in einer letzten Trotzreaktion zu einer Siegesgeste erhoben. Die Haltung des Soldaten ist oft als Anspielung auf die Haltung Christi in Peter Paul Rubens’ (1577–1640) Kreuzabnahme (1612–14; Liebfrauenkathedrale, Antwerpen) beschrieben worden, doch ist die Geste des erhobenen Arms eher aktiv (nach oben gestreckt) als passiv (am Kreuz hängend) und findet sich in zahlreichen Siegesallegorien des 17. bis 19. Jahrhunderts: Als Märtyrer und Sieger wird der Körper des Soldaten zu seiner letzten Ruhestätte getragen, während sein Geist in den Himmel aufsteigt.

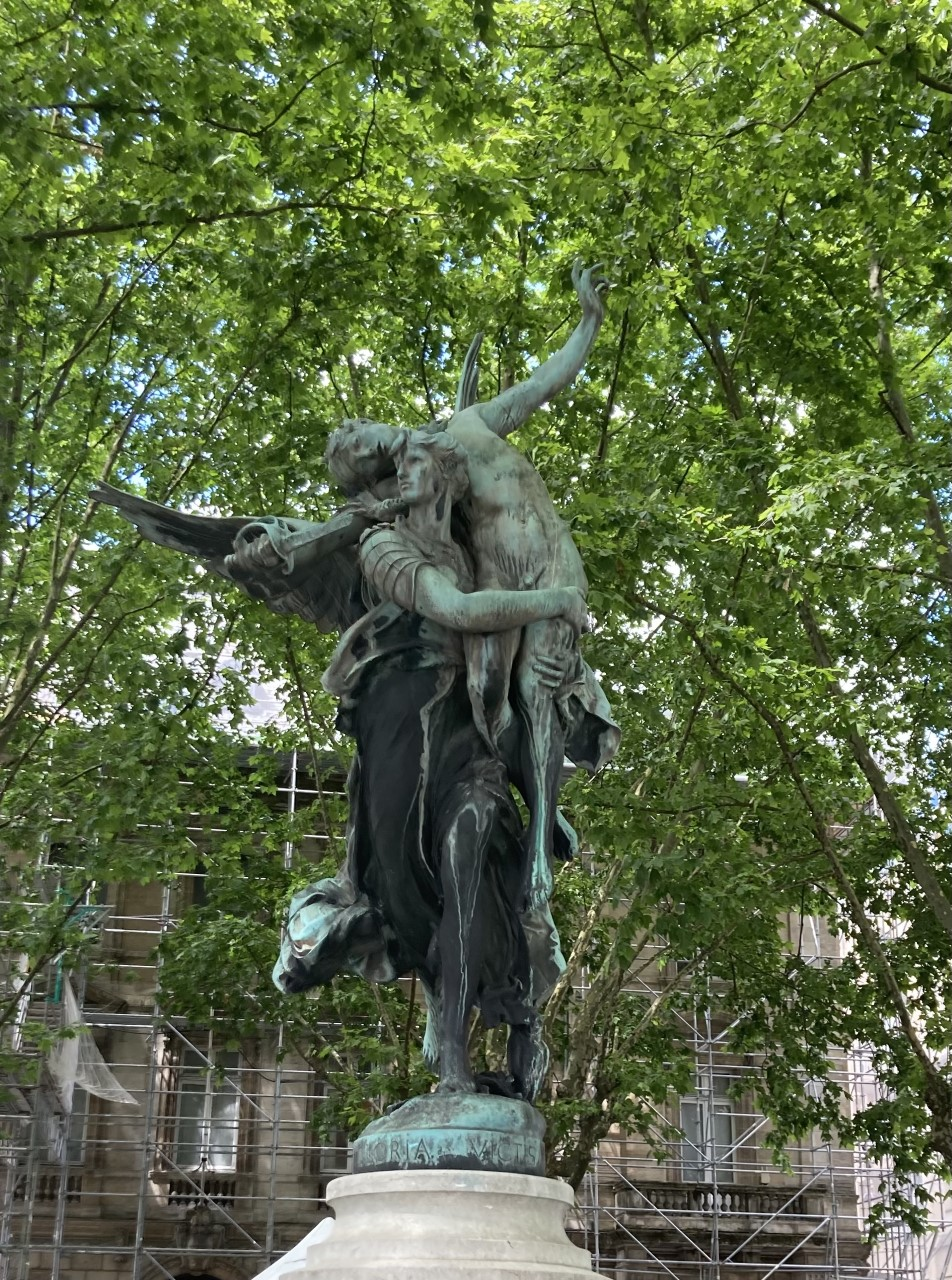
Gloria Victis von Antonin Mercié, Place Jean Moulin (Bordeaux)

Die Skulptur zeigt stilistische Einflüsse der florentinischen Renaissance und des Werks von Benvenuto Cellini. Die dynamische Komposition erinnert an Giambolognas Raub der Sabinerinnen und die Pose der Gloria an Raffaels i. Die Skulptur beeinflusste auch andere Künstler, darunter Auguste Rodin bei seinem Entwurf für La Défense de Paris.

## Geschichte
Antonin Mercié schuf die ursprüngliche Gipsversion der Skulptur 1872 während seines Aufenthalts in der Villa Medici in Rom. Der ursprüngliche Gipsabguss wurde 1873 unter der Loggia der Villa Medici in Rom ausgestellt. Im selben Jahr wurde er nach Paris gebracht, wo Mercié ihn im Salon de Paris ausstellte. Dort erwarb die Pariser Préfecture du Département de la Seine, den Abguss und die Urheberrechte, um damit einen öffentlichen Platz in Paris zu schmücken, und gab bei der Gießerei Thiébaut Frères einen Bronzeguss in Auftrag, der 1875 fertiggestellt wurde. Ursprünglich stand die Bronzeskulptur auf der Place Montholon im 8. Arrondissement. 1884 wurde sie in den Hof des Hôtel de Ville gebracht, wo sie bei Staatsfeiern und Empfängen ausländischer Würdenträger im Mittelpunkt stand und 1930 dem Petit Palais zugeteilt. Gloria Victis (eine Anspielung auf den berühmten lateinischen Ausspruch Vae Victis, Wehe den Besiegten, der dem gallischen Häuptling Brennus zugeschrieben wird) wurde 1872 vollendet, als Antonin Mercié als Pensionär in Rom lebte. Die Skulptur war als Hommage an die jungen Männer gedacht, die bei der Verteidigung ihres Landes im Deutsch-Französischen Krieg (1870–71) gefallen waren.

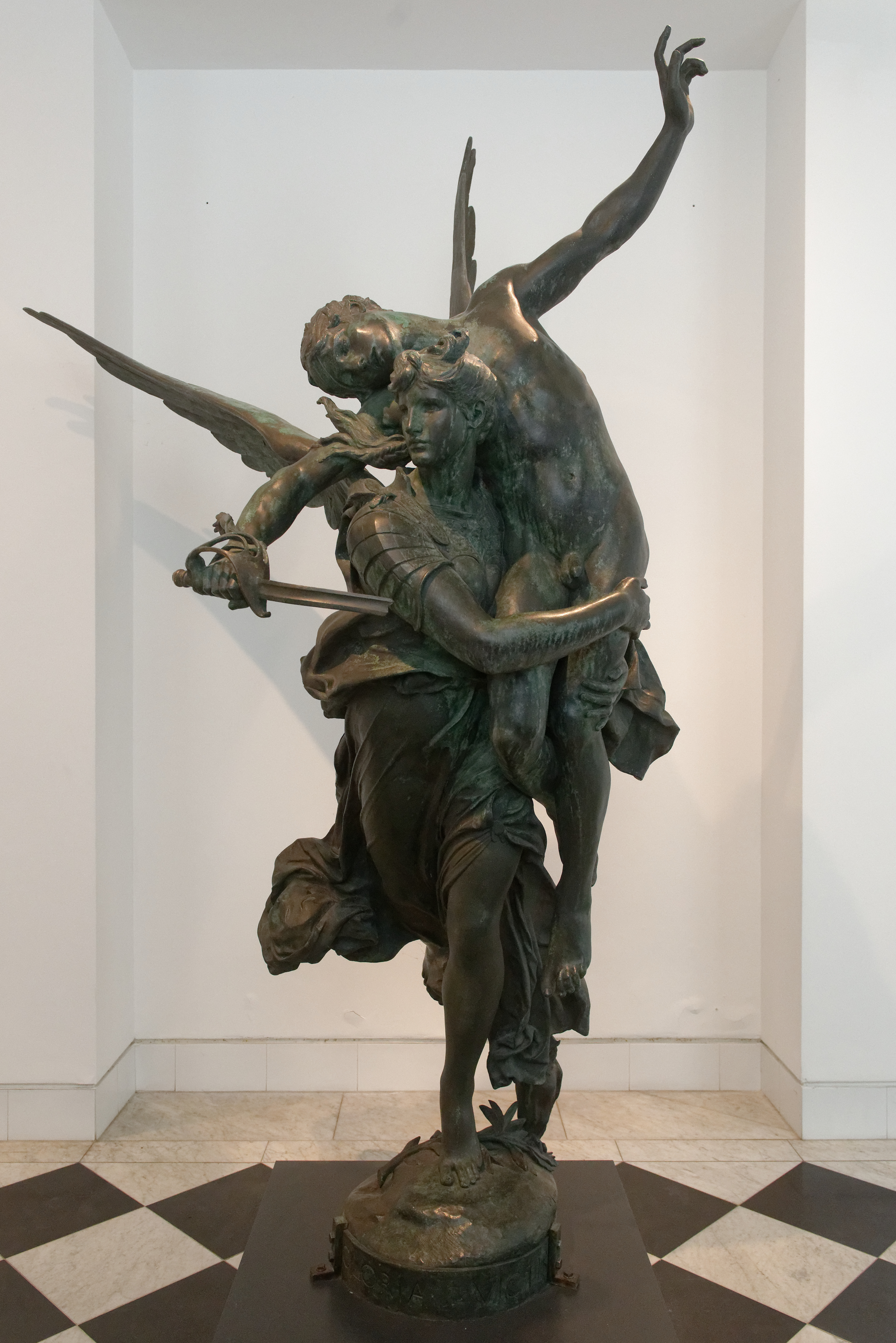
Antonin Mercié: Gloria Victis, Ny Carlsberg Glyptotek, Kopenhagen

Bis zum Ende des Ersten Weltkriegs war die Gloria Victis wohl eine der bekanntesten visuellen Manifestationen der französischen Revanchebewegung, die sich auf die Rückeroberung der nach dem Deutsch-Französischen Krieg verlorenen Gebiete und die Wiederherstellung des französischen Nationalstolzes konzentrierte. Die Gloria Victis war so eng mit dem nationalen Gedenken an den Deutsch-Französischen Krieg verbunden, dass das beratende Gremium der Pariser Präfektur, der Pariser Gemeinderat, 1881 erklärte, die Skulptur gehöre ganz Frankreich und sei nicht nur ein Kunstwerk, sondern ein nationales Werk, das geeignet ist, im französischen Volk patriotische Gefühle zu wecken und zu entwickeln. Bald wurden für Städte in ganz Frankreich Abgüsse in Auftrag gegeben: Niort (1881), Bordeaux (1883), Châlons-sur-Marne (heute Châlons-en-Champagne; 1890) und Cholet (1901), die als lokale Gedenkstätten für die Gefallenen des Krieges dienen sollten. Alle wurden von Antonin Mercié selbst genehmigt und signiert. Nur ein weiterer Abguss wurde 1906 für die Glyptotek in Kopenhagen in Auftrag gegeben. Es ist der einzige signierte Abguss, der für einen Ort außerhalb Frankreichs angefertigt wurde, und der einzige, der von einer nichtstaatlichen Einrichtung in Auftrag gegeben wurde.